# 2021-es WEC Spái 6 órás verseny
| Pályarajz   | Pályarajz                 | Pályarajz                                         |
| ----------- | ------------------------- | ------------------------------------------------- |
|             |                           |                                                   |
| Győztesek   |                           |                                                   |
| Kategória   | Csapat                    | Versenyzők                                        |
| Hypercar    | #8 Toyota Gazoo Racing    | Sébastien Buemi Nakadzsima Kazuki Brendon Hartley |
| LMP2        | #22 United Autosports USA | Filipe Albuquerque Philip Hanson Fabio Scherer    |
| LMP2 Pro-Am | #29 Racing Team Nederland | Frits van Eerd Giedo van der Garde Job van Uitert |
| LMGTE Pro   | #92 Porsche GT Team       | Kévin Estre Neel Jani                             |
| LMGTE Am    | #83 AF Corse              | François Perrodo Nicklas Nielsen Alessio Rovera   |

A 2021-es WEC Spái 6 órás verseny a Hosszútávú-világbajnokság 2021-es szezonjának első futama volt, amelyet május 1-én tartottak meg. A fordulót Sébastien Buemi, Nakadzsima Kazuki és Brendon Hartley triója nyerte meg, akik a hibridhajtású Toyota Gazoo Racing csapatának #8-as rajtszámú versenyautóját vezették.

## Időmérő
A kategóriák leggyorsabb versenyzői vastaggal vannak kiemelve.
| Poz. | Kategória | Csapat                        | Átlagidő   | Különbség | Rajthely |
| ---- | --------- | ----------------------------- | ---------- | --------- | -------- |
| 1.   | Hypercar  | #7 Toyota Gazoo Racing        | 2:00,747   | -         | 1        |
| 2.   | Hypercar  | #8 Toyota Gazoo Racing        | 2:01,266   | +0,519    | 2        |
| 3.   | LMP2      | #22 United Autosports USA     | 2:02,404   | +1,657    | 3        |
| 4.   | Hypercar  | #36 Alpine Elf Matmut         | 2:02,652   | +1,905    | 4        |
| 5.   | LMP2      | #26 G-Drive Racing            | 2:02,984   | +2,237    | 5        |
| 6    | LMP2      | #29 Racing Team Nederland     | 2:03,435   | +2,688    | 6        |
| 7.   | LMP2      | #70 Realteam Racing           | 2:03,475   | +2,728    | 7        |
| 8.   | LMP2      | #25 G-Drive Racing            | 2:03,485   | +2,738    | 8        |
| 9.   | LMP2.     | #28 JOTA                      | 2:03,516   | +2,769    | 9        |
| 10.  | LMP2.     | #38 JOTA                      | 2:03,625   | +2,878    | 10       |
| 11.  | LMP2      | #21 DragonSpeed USA           | 2:03,816   | +3,069    | 11       |
| 12.  | LMP2      | #24 PR1 Motorsports           | 2:03,869   | +3,122    | 12       |
| 13.  | LMP2      | #31 Team WRT                  | 2:03.915   | +3.168    | 13       |
| 14.  | LMP2      | #34 Inter Europol Competition | 2:04,207   | +3,460    | 14       |
| 15.  | LMP2      | #1 Richard Mille Racing Team  | 2:05,284   | +4,537    | 15       |
| 16.  | LMP2      | #20 High Class Racing         | 2:05,522   | +4,775    | 16       |
| 17.  | LMP2      | #44 ARC Bratislava            | 2:07,051   | +6,304    | 17       |
| 18.  | LMGTE Pro | #92 Porsche GT Team           | 2:11,219   | +10,472   | 18       |
| 19.  | LMGTE Pro | #52 AF Corse                  | 2:12,351   | +11,604   | 19       |
| 20.  | LMGTE Pro | #91 Porsche GT Team           | 2:12,370   | +11,623   | 20       |
| 21.  | LMGTE Pro | #51 AF Corse                  | 2:12,443   | +11,696   | 21       |
| 22.  | LMGTE Pro | #63 Corvette Racing           | 2:13,106   | +12,359   | 22       |
| 23.  | LMGTE Am  | #33 TF Sport                  | 2:14,660   | +13,913   | 23       |
| 24.  | LMGTE Am  | #98 Aston Martin Racing       | 2:15,615   | +14,868   | 24       |
| 25.  | LMGTE Am  | #88 Dempsey-Proton Racing     | 2:16,319   | +15,572   | 25       |
| 26.  | LMGTE Am  | #54 AF Corse                  | 2:16,367   | +15,620   | 26       |
| 27.  | LMGTE Am  | #83 AF Corse                  | 2:17,560   | +16,813   | 27       |
| 28.  | LMGTE Am  | #47 Cetilar Racing            | 2:17,719   | +16,972   | 28       |
| 29.  | LMGTE Am  | #85 Iron Lynx                 | 2:18,452   | +17,705   | 29       |
| 30.  | LMGTE Am  | #86 GR Racing                 | 2:18,813   | +18,066   | 30       |
| 31.  | LMGTE Am  | #60 Iron Lynx                 | 2:20,356   | +19,609   | 31       |
| 32.  | LMGTE Am  | #56 Team Project 1            | idő nélkül |           | 32       |
| 33.  | LMGTE Am  | #77 Dempsey-Proton Racing     | idő nélkül |           | 33       |
| 34.  | LMGTE Am  | #777 D'station Racing         | idő nélkül |           | 34       |

## Verseny
A résztvevőknek legalább a versenytáv 70%-át (113 kört) teljesíteniük kellett ahhoz, hogy az elért eredményüket értékeljék. A kategóriák leggyorsabb versenyzői vastaggal vannak kiemelve.
| Helyezés | Kategória     | #   | Csapat                    | Versenyzők                                               | Kasztni                       | Gumi | Kör | Idő/Hátrány/Kiesés |
| Helyezés | Kategória     | #   | Csapat                    | Versenyzők                                               | Motor                         | Gumi | Kör | Idő/Hátrány/Kiesés |
| -------- | ------------- | --- | ------------------------- | -------------------------------------------------------- | ----------------------------- | ---- | --- | ------------------ |
| 1.       | Hypercar      | 8   | Toyota Gazoo Racing       | Sébastien Buemi Nakadzsima Kazuki Brendon Hartley        | Toyota GR010 Hybrid           | M    | 162 | 6:00:17,733        |
| 1.       | Hypercar      | 8   | Toyota Gazoo Racing       | Sébastien Buemi Nakadzsima Kazuki Brendon Hartley        | Toyota 3.5 L Turbo V6         | M    | 162 | 6:00:17,733        |
| 2.       | Hypercar      | 36  | Alpine Elf Matmut         | André Negrão Nicolas Lapierre Matthieu Vaxivière         | Alpine A480                   | M    | 162 | +1:07,196          |
| 2.       | Hypercar      | 36  | Alpine Elf Matmut         | André Negrão Nicolas Lapierre Matthieu Vaxivière         | Gibson GL458 4.5 L V8         | M    | 162 | +1:07,196          |
| 3.       | Hypercar      | 7   | Toyota Gazoo Racing       | Mike Conway Kobajasi Kamui José María López              | Toyota GR010 Hybrid           | M    | 161 | +1 kör             |
| 3.       | Hypercar      | 7   | Toyota Gazoo Racing       | Mike Conway Kobajasi Kamui José María López              | Toyota 3.5 L Turbo V6         | M    | 161 | +1 kör             |
| 4.       | LMP2          | 22  | United Autosports USA     | Philip Hanson Fabio Scherer Filipe Albuquerque           | Oreca 07                      | G    | 161 | +1 kör             |
| 4.       | LMP2          | 22  | United Autosports USA     | Philip Hanson Fabio Scherer Filipe Albuquerque           | Gibson GK428 4.2 L V8         | G    | 161 | +1 kör             |
| 5.       | LMP2          | 38  | JOTA                      | Roberto González António Félix da Costa Anthony Davidson | Oreca 07                      | G    | 160 | +2 kör             |
| 5.       | LMP2          | 38  | JOTA                      | Roberto González António Félix da Costa Anthony Davidson | Gibson GK428 4.2 L V8         | G    | 160 | +2 kör             |
| 6.       | LMP2          | 28  | JOTA                      | Sean Gelael Stoffel Vandoorne Tom Blomqvist              | Oreca 07                      | G    | 160 | +2 kör             |
| 6.       | LMP2          | 28  | JOTA                      | Sean Gelael Stoffel Vandoorne Tom Blomqvist              | Gibson GK428 4.2 L V8         | G    | 160 | +2 kör             |
| 7.       | LMP2 (Pro-Am) | 29  | Racing Team Nederland     | Frits van Eerd Giedo van der Garde Job van Uitert        | Oreca 07                      | G    | 159 | +3 kör             |
| 7.       | LMP2 (Pro-Am) | 29  | Racing Team Nederland     | Frits van Eerd Giedo van der Garde Job van Uitert        | Gibson GK428 4.2 L V8         | G    | 159 | +3 kör             |
| 8.       | LMP2          | 34  | Inter Europol Competition | Jakub Śmiechowski Renger van der Zande Alex Brundle      | Oreca 07                      | G    | 159 | +3 kör             |
| 8.       | LMP2          | 34  | Inter Europol Competition | Jakub Śmiechowski Renger van der Zande Alex Brundle      | Gibson GK428 4.2 L V8         | G    | 159 | +3 kör             |
| 9.       | LMP2 (Pro-Am) | 70  | Realtam Racing            | Esteban Garcia Loïc Duval Norman Nato                    | Oreca 07                      | G    | 158 | +4 kör             |
| 9.       | LMP2 (Pro-Am) | 70  | Realtam Racing            | Esteban Garcia Loïc Duval Norman Nato                    | Gibson GK428 4.2 L V8         | G    | 158 | +4 kör             |
| 10.      | LMP2 (Pro-Am) | 21  | DragonSpeed USA           | Henrik Hedman Juan Pablo Montoya Ben Hanley              | Oreca 07                      | G    | 158 | +4 kör             |
| 10.      | LMP2 (Pro-Am) | 21  | DragonSpeed USA           | Henrik Hedman Juan Pablo Montoya Ben Hanley              | Gibson GK428 4.2 L V8         | G    | 158 | +4 kör             |
| 11.      | LMP2          | 1   | Richard Mille Racing Team | Tatiana Calderón Sophia Flörsch Beitske Visser           | Oreca 07                      | G    | 158 | +4 kör             |
| 11.      | LMP2          | 1   | Richard Mille Racing Team | Tatiana Calderón Sophia Flörsch Beitske Visser           | Gibson GK428 4.2 L V8         | G    | 158 | +4 kör             |
| 12.      | LMP2 (Pro-Am) | 20  | High Class Racing         | Jan Magnussen Anders Fjordbach Dennis Andersen           | Oreca 07                      | G    | 157 | +5 kör             |
| 12.      | LMP2 (Pro-Am) | 20  | High Class Racing         | Jan Magnussen Anders Fjordbach Dennis Andersen           | Gibson GK428 4.2 L V8         | G    | 157 | +5 kör             |
| 13.      | LMP2 (Pro-Am) | 25  | G-Drive Racing            | John Falb Rui Andrade Roberto Merhi                      | Aurus 01                      | G    | 157 | +5 kör             |
| 13.      | LMP2 (Pro-Am) | 25  | G-Drive Racing            | John Falb Rui Andrade Roberto Merhi                      | Gibson GK428 4.2 L V8         | G    | 157 | +5 kör             |
| 14.      | LMP2 (Pro-Am) | 24  | PR1 Motorsports           | Patrick Kelly Gabriel Aubry Simon Trummer                | Oreca 07                      | G    | 157 | +5 kör             |
| 14.      | LMP2 (Pro-Am) | 24  | PR1 Motorsports           | Patrick Kelly Gabriel Aubry Simon Trummer                | Gibson GK428 4.2 L V8         | G    | 157 | +5 kör             |
| 15.      | LMGTE Pro     | 92  | Porsche GT Team           | Kévin Estre Neel Jani                                    | Porsche 911 RSR-19            | M    | 153 | +9 kör             |
| 15.      | LMGTE Pro     | 92  | Porsche GT Team           | Kévin Estre Neel Jani                                    | Porsche 4.2 L Flat-6          | M    | 153 | +9 kör             |
| 16.      | LMGTE Pro     | 51  | AF Corse                  | Alessandro Pier Guidi James Calado                       | Ferrari 488 GTE Evo           | M    | 153 | +9 kör             |
| 16.      | LMGTE Pro     | 51  | AF Corse                  | Alessandro Pier Guidi James Calado                       | Ferrari F154CB 3.9 L Turbo V8 | M    | 153 | +9 kör             |
| 17.      | LMGTE Pro     | 52  | AF Corse                  | Daniel Serra Miguel Molina                               | Ferrari 488 GTE Evo           | M    | 153 | +9 kör             |
| 17.      | LMGTE Pro     | 52  | AF Corse                  | Daniel Serra Miguel Molina                               | Ferrari F154CB 3.9 L Turbo V8 | M    | 153 | +9 kör             |
| 18.      | LMGTE Pro     | 63  | Corvette Racing           | Antonio García Oliver Gavin                              | Chevrolet Corvette C8.R       | M    | 152 | +10 kör            |
| 18.      | LMGTE Pro     | 63  | Corvette Racing           | Antonio García Oliver Gavin                              | Chevrolet 5.5 L V8            | M    | 152 | +10 kör            |
| 19.      | LMGTE Pro     | 91  | Porsche GT Team           | Gianmaria Bruni Richard Lietz                            | Porsche 911 RSR-19            | M    | 152 | +10 kör            |
| 19.      | LMGTE Pro     | 91  | Porsche GT Team           | Gianmaria Bruni Richard Lietz                            | Porsche 4.2 L Flat-6          | M    | 152 | +10 kör            |
| 20.      | LMGTE Am      | 83  | AF Corse                  | François Perrodo Nicklas Nielsen Alessio Rovera          | Ferrari 488 GTE Evo           | M    | 152 | +10 kör            |
| 20.      | LMGTE Am      | 83  | AF Corse                  | François Perrodo Nicklas Nielsen Alessio Rovera          | Ferrari F154CB 3.9 L Turbo V8 | M    | 152 | +10 kör            |
| 21.      | LMGTE Am      | 33  | TF Sport                  | Ben Keating Dylan Pereira Felipe Fraga                   | Aston Martin Vantage AMR      | M    | 152 | +10 kör            |
| 21.      | LMGTE Am      | 33  | TF Sport                  | Ben Keating Dylan Pereira Felipe Fraga                   | Aston Martin 4.0 L Turbo V8   | M    | 152 | +10 kör            |
| 22.      | LMGTE Am      | 47  | Cetliar Racing            | Roberto Lacorte Giorgio Sernagiotto Antonio Fuoco        | Ferrari 488 GTE Evo           | M    | 151 | +11 kör            |
| 22.      | LMGTE Am      | 47  | Cetliar Racing            | Roberto Lacorte Giorgio Sernagiotto Antonio Fuoco        | Ferrari F154CB 3.9 L Turbo V8 | M    | 151 | +11 kör            |
| 23.      | LMGTE Am      | 54  | AF Corse                  | Thomas Flohr Francesco Castellacci Giancarlo Fisichella  | Ferrari 488 GTE Evo           | M    | 151 | +11 kör            |
| 23.      | LMGTE Am      | 54  | AF Corse                  | Thomas Flohr Francesco Castellacci Giancarlo Fisichella  | Ferrari F154CB 3.9 L Turbo V8 | M    | 151 | +11 kör            |
| 24.      | LMGTE Am      | 88  | Dempsey-Proton Racing     | Andrew Haryanto Marco Seefried Alessio Picariello        | Porsche 911 RSR-19            | M    | 151 | +11 kör            |
| 24.      | LMGTE Am      | 88  | Dempsey-Proton Racing     | Andrew Haryanto Marco Seefried Alessio Picariello        | Porsche 4.2 L Flat-6          | M    | 151 | +11 kör            |
| 25.      | LMGTE Am      | 98  | Aston Martin Racing       | Paul Dalla Lana Augusto Farfus Marcos Gomes              | Aston Martin Vantage AMR      | M    | 151 | +11 kör            |
| 25.      | LMGTE Am      | 98  | Aston Martin Racing       | Paul Dalla Lana Augusto Farfus Marcos Gomes              | Aston Martin 4.0 L Turbo V8   | M    | 151 | +11 kör            |
| 26.      | LMGTE Am      | 777 | D'station Racing          | Hosino Szatosi Fudzsi Tomonobu Andrew Watson             | Aston Martin Vantage AMR      | M    | 150 | +12 kör            |
| 26.      | LMGTE Am      | 777 | D'station Racing          | Hosino Szatosi Fudzsi Tomonobu Andrew Watson             | Aston Martin 4.0 L Turbo V8   | M    | 150 | +12 kör            |
| 27.      | LMGTE Am      | 85  | Iron Lynx                 | Rahel Frey Katherine Legge Manuela Gostner               | Ferrari 488 GTE Evo           | M    | 150 | +13 kör            |
| 27.      | LMGTE Am      | 85  | Iron Lynx                 | Rahel Frey Katherine Legge Manuela Gostner               | Ferrari F154CB 3.9 L Turbo V8 | M    | 150 | +13 kör            |
| 28.      | LMGTE Am      | 60  | Iron Lynx                 | Claudi Schiavoni Andrea Piccini Matteo Cressoni          | Ferrari 488 GTE Evo           | M    | 149 | +14 kör            |
| 28.      | LMGTE Am      | 60  | Iron Lynx                 | Claudi Schiavoni Andrea Piccini Matteo Cressoni          | Ferrari F154CB 3.9 L Turbo V8 | M    | 149 | +14 kör            |
| 29.      | LMP2          | 31  | Team WRT                  | Robin Frijns Habsburg Ferdinánd Charles Milesi           | Oreca 07                      | G    | 127 | +35 kör            |
| 29.      | LMP2          | 31  | Team WRT                  | Robin Frijns Habsburg Ferdinánd Charles Milesi           | Gibson GK428 4.2 L V8         | G    | 127 | +35 kör            |
| Ki       | LMGTE Am      | 77  | Dempsey-Proton Racing     | Christian Ried Jaxon Evans Matt Campbell                 | Porsche 911 RSR-19            | M    | 138 |                    |
| Ki       | LMGTE Am      | 77  | Dempsey-Proton Racing     | Christian Ried Jaxon Evans Matt Campbell                 | Porsche 4.2 L Flat-6          | M    | 138 |                    |
| Ki       | LMP2          | 26  | G-Drive Racing            | Roman Ruszinov Franco Colapinto Nyck de Vries            | Aurus 01                      | G    | 125 |                    |
| Ki       | LMP2          | 26  | G-Drive Racing            | Roman Ruszinov Franco Colapinto Nyck de Vries            | Gibson GK428 4.2 L V8         | G    | 125 |                    |
| Ki       | LMGTE Am      | 86  | GR Racing                 | Michael Wainwright Ben Barker Tom Gamble                 | Porsche 911 RSR-19            | M    | 0   |                    |
| Ki       | LMGTE Am      | 86  | GR Racing                 | Michael Wainwright Ben Barker Tom Gamble                 | Porsche 4.2 L Flat-6          | M    | 0   |                    |
| Ki       | LMP2 (Pro-Am) | 44  | ARC Bratislava            | Miro Konôpka Tom Jackson Darren Burke                    | Ligier JS P217                | G    | 0   |                    |
| Ki       | LMP2 (Pro-Am) | 44  | ARC Bratislava            | Miro Konôpka Tom Jackson Darren Burke                    | Gibson GK428 4.2 L V8         | G    | 0   |                    |

## A világbajnokság állása a versenyt követően
Hypercar (Teljes táblázat)
| H  | Versenyzők                                        | Pont | H  | Konstruktőrök       | Pont |
| -- | ------------------------------------------------- | ---- | -- | ------------------- | ---- |
| 1. | Sébastien Buemi Nakadzsima Kazuki Brendon Hartley | 25   | 1. | Toyota Gazoo Racing | 26   |
| 2. | André Negrão Nicolas Lapierre Matthieu Vaxivière  | 18   | 2. | Alpine Elf Matmut   | 18   |
| 3. | Mike Conway Kobajasi Kamui José María López       | 16   | 3. | '                   |      |

LMGTE (Teljes táblázat)
| H  | Versenyzők                                      | Pont | H  | Konstruktőrök | Pont |
| -- | ----------------------------------------------- | ---- | -- | ------------- | ---- |
| 1. | Kévin Estre Neel Jani                           | 26   | 1. | Porsche       | 38   |
| 2. | Alessandro Pier Guidi James Calado              | 18   | 2. | Ferrari       | 33   |
| 3. | Daniel Serra Miguel Molina                      | 15   | 3. | '             |      |
| 4. | Gianmaria Bruni Richard Lietz                   | 12   |    |               |      |
| 5. | François Perrodo Nicklas Nielsen Alessio Rovera | 10   |    |               |      |

LMP2 (Teljes táblázat)
| H  | Versenyzők                                               | Pont | H  | Konstruktőrök             | Pont |
| -- | -------------------------------------------------------- | ---- | -- | ------------------------- | ---- |
| 1. | Filipe Albuquerque Philip Hanson Fabio Scherer           | 26   | 1. | United Autosports USA     | 26   |
| 2. | António Félix da Costa Roberto González Anthony Davidson | 18   | 2. | #38 Jota                  | 18   |
| 3. | Sean Gelael Stoffel Vandoorne Tom Blomqvist              | 15   | 3. | #28 Jota                  | 15   |
| 4. | Frits van Eerd Giedo van der Garde Job van Uitert        | 12   | 4. | Racing Team Nederland     | 12   |
| 5. | Jakub Śmiechowski Renger van der Zande Alex Brundle      | 10   | 5. | Inter Europol Competition | 10   |

LMP2 Pro/Am (Teljes táblázat)
| H  | Versenyzők                                        | Pont | H  | Konstruktőrök         | Pont |
| -- | ------------------------------------------------- | ---- | -- | --------------------- | ---- |
| 1. | Frits van Eerd Giedo van der Garde Job van Uitert | 26   | 1. | Racing Team Nederland | 26   |
| 2. | Esteban Garcia Loïc Duval Norman Nato             | 18   | 2. | Realteam Racing       | 18   |
| 3. | Henrik Hedman Juan Pablo Montoya Ben Hanley       | 15   | 3. | United Autosports USA | 15   |
| 4. | Jan Magnussen Anders Fjordbach Dennis Andersen    | 12   | 4. | High Class Racing     | 12   |
| 5. | Miro Konôpka Tom Jackson Darren Burke             | 10   | 5. | ARC Bratislava        | 10   |

LMGTE Am (Teljes táblázat)
| H  | Versenyzők                                              | Pont | H  | Konstruktőrök         | Pont |
| -- | ------------------------------------------------------- | ---- | -- | --------------------- | ---- |
| 1. | François Perrodo Nicklas Nielsen Alessio Rovera         | 25   | 1. | #83 AF Corse          | 25   |
| 2. | Ben Keating Dylan Pereira Felipe Fraga                  | 19   | 2. | TF Sport              | 19   |
| 3. | Roberto Lacorte Giorgio Sernagiotto Antonio Fuoco       | 15   | 3. | Cetilar Racing        | 15   |
| 4. | Thomas Flohr Francesco Castellacci Giancarlo Fisichella | 12   | 4. | #54 AF Corse          | 12   |
| 5. | Andrew Haryanto Marco Seefried Alessio Picariello       | 10   | 5. | Dempsey-Proton Racing | 10   |